# Spuž
Spuž (cyr. Спуж) – miasto w Czarnogórze, w gminie Danilovgrad. W 2011 roku liczyło 1722 mieszkańców.